# Lucio Sila (Bach)
Lucio Sila (título original en italiano, Lucio Silla) es un dramma per musica en tres actos con música de Johann Christian Bach y libreto de Giovanni de Gamerra. Para que Bach la pusiera música, se revisó el texto por parte del entonces libretista de la corte de Mannheim Mattia Verazi. 
Se estrenó el 5 de noviembre de 1775 en el Rococo-Schloßtheater (Hoftheater) de Mannheim, ciudad donde exactamente tres años antes puso en escena con éxito su Temistocle. Fue gracias a los consensos logrados con esta última obra fue que Bach logró obtener un segundo encargo para la ciudad alemana. Lucio Sila pero logró menos aplausos que el drama precedente, si bien dos años después fue valorada positivamente por Mozart en su visita a Mannheim, el cual fue autor de otra puesta en escena del libreto de Giovanni de Gamerra.
En tiempos modernos se recuperó, y grabó, por vez primera el 23 de mayo de 1974 en el Festival de Schwetzingen. La ejecución fue confiada a la Capella Coloniensis, coro de la Radio de Alemania Occidental bajo la dirección de Günter Kehr. Una segunda grabación se realizó por la Wiener Singakademie de Viena en el año 1985: en esta ocasión la ejecución fue de la Kammerorchester der Jungen Deutschen Philharmonie dirigida por Wolfgang Scheidt. En la actualidad, esta ópera se representa muy poco. En las estadísticas de Operabase aparece con sólo 2 representaciones en el período 2005-2010, siendo la primera y única representada de J. C. Bach.